# Moshé Nes-El
Moshé Nes-El (hebreo: משה נס-אל; Santiago, 2 de diciembre de 1932-Israel, 13 de noviembre de 2014) fue un educador, periodista e historiador chileno-israelí. Fue miembro de la asociación juvenil Betar, una organización asociada al sionismo revisionista.
Se dedicó a investigar la historia de la comunidad judía de Chile y los múltiples conflictos que ha enfrentado producto del antisemitismo del nacionalismo chileno. Produjo varios libros al respecto. 

## Biografía
Nacido como Mauricio Arueste Budnik, hijo de Jacobo Arueste, un inmigrante macedonio de origen judío. A temprana edad tuvo que trabajar junto con su hermano, dos años mayor que él, para ayudar a la familia debido a la enfermedad del abuelo de Moshé. Todos ellos se instalaron en Temuco, ciudad con una alta población aborigen. Ahí fundó Jacobo el primer colegio hebreo que funcionaba los días domingo.
Después de algunos años, toda la familia se trasladó a Santiago. Allí, Jacobo comenzó a trabajar como sastre. El año 1927 contrajo matrimonio con la madre de Moshé, Sofía Budnik, hija de una familia de inmigrantes rusos
Moshé nació con un grave problema ocular que lo acompañó toda su vida, pero esto nunca le impidió dejar de viajar, leer o escribir. Moshé se destacó en sus estudios en el colegio, logró adelantar varios años escolares y fue recibido en la mejor institución educativa de Santiago.[cita requerida] Sin embargo, desde muy joven le insistió a su padre que lo cambiaran al Instituto Hebreo y esto, en especial, debido al antisemitismo presente en su colegio.[cita requerida]
A los diez años comenzó a activar en la institución juvenil socialista Hashomer Hatzair y ahí, por primera vez, se compenetró con Israel y el sionismo. A los catorce años, toda la familia de Moshé se trasladó a Buenos Aires, Argentina. En esa época las relaciones entre israelíes e ingleses eran muy violentas.[cita requerida] La condena a muerte de Dov Gruner influyó profundamente en Moshé.[cita requerida] Fue entonces cuando se enteró del grupo juvenil Beitar que apoyaba todas las actividades del grupo armado israelí Irgun Tzvai Leumi que luchaba por la independencia de Israel. Moshé decidió entonces integrarse al Betar como miembro y con el tiempo ocupó numerosos cargos en esa institución, tanto en Sudamérica como en Israel. Entre otros fue jefe de la directiva mundial del Betar.
A los dieciocho, Moshé volvió con toda su familia a Chile pero ya tenía la idea de mudarse a Israel. Sus padres se opusieron firmemente, en especial debido a sus problemas de visión. Unos meses más tarde, su abuelo convenció a los padres para dejarlo viajar a Israel en un programa anual organizado por la Agencia Judía. En 1951, Moshé llegó a Jerusalén como alumno del Majon Lemadrijei Jutz Laaretz. Luego de un año de estudios regresó a Chile pero no dejó de hacer lo posible para convencer a sus padres que aceptaran su vuelta a Israel.
En 1955, regresó a Israel y se instaló en la colonia Mevoot Betar, ubicada entre los cerros de Jerusalén, cerca de la frontera con Jordania y, por lo tanto, en esa época, con muchos problemas de seguridad. La situación económica también pasaba por un período muy difícil. En la colonia había alrededor de veinte familias y muchos jóvenes solteros y todos tenían serios problemas financieros.
En 1957, Moshé comenzó sus estudios en la Universidad Hebrea de Jerusalén en los ramos de historia y relaciones internacionales. Luego de finalizar sus estudios comenzó su carrera como profesor de historia y educación cívica en la escuela secundaria. En 1960 conoció a su futura esposa, Sara Cogan, que llegó a Israel desde Argentina unos años antes y trabajó también como profesora en el colegio Kol Israel Javerim. En 1961 se casaron en Jerusalén y un año más tarde nació su hijo único Yaacob, según el nombre del padre de Moshé.
Su primer trabajo como profesor en la escuela secundaria lo hizo en Ofakim, en el Néguev, donde viajaba cada mañana desde su casa en Jerusalén. Su actitud especial como profesor inconformista que contagiaba a los alumnos con el amor por la historia hizo mucha impresión.[cita requerida] Algunos artículos que aparecieron en la prensa sobre "el profesor especial" de historia que enseña en Ofakim lo hicieron recibir una oferta para enseñar en Ort Rehoboth. Como consecuencia de este nuevo trabajo, se trasladó con su familia a Rishon LeZion. En ese período tuvo una baja muy grande en su capacidad visual, con peligro de quedar ciego. Como consecuencia tuvo que operarse en Hadasa, Jerusalén, y quedarse durante meses con los ojos vendados. En 1965, luego de salir del hospital y sentirse mejor decidió hebraizar su apellido y lo cambió a Nes-El.
Durante la Guerra de los Seis Días, actuó como encargado del grupo de camilleros, cuyos soldados eran alumnos de último grado del colegio Ort.
Durante los años siguientes, Moshé enseñó en Ort Netania y en el Seminario de Profesores, escribió numerosos artículos y se dedicó a la investigación histórica. En 1974 recibió su grado universitario de MA en historia como alumno del Departamento de Judaísmo Moderno en la Universidad Hebrea de Jerusalén. Ese mismo año, Moshé y Sara se divorciaron.
Moshé viajaba mucho a América Latina enviado por la Universidad de Jerusalén con el fin de encontrar y llevar a Israel los documentos históricos relacionados con el judaísmo en esos países. En 1975, viajó a Argentina por todo un año como representante del partido Jerut en Sudamérica. 
En 1979, fue designado por la Agencia Judía como jefe del Departamento de Educación en la Diáspora de América Latina. En ese cargo debía ocuparse de todos los enviados por Israel  (shlijim) a esos países para fines educativos, de todos los programas de educación en los colegios hebreos, de material educativo, de cursos varios. En 1993 recibió su jubilación.       
Moshé publicó varios libros, artículos en diarios y revistas. Desde 1974 publicó en forma continua la revista De Oriente y Occidente. Tuvo parte igualmente en la publicación de la Enciclopedia Hebrea y en la Enciclopedia Judía. Escribió varios libros sobre el judaísmo latinoamericano, historia de la comunidad israelita sefaradí de Chile, la biografía de Itzhak Shamir y algunos libros de poesía y romances. 
En 1999, Moshé recibió el título de Doctor (PHd) de la Universidad Hebrea de Jerusalén.